# Jakob Freimann
Jakob Freimann (1. října 1866 Krakov – 23. prosince 1937 Špindlerův Mlýn) byl židovský rabín, životopisec a historik, který působil na území dnešního Polska, Česka a Německa. Jeho posledním působištěm byl Berlín, kde byl vrchním rabínem až do své smrti v roce 1937. Pochován je v Holešově na Moravě, kde dříve 20 let působil.

## Rodina a vzdělání
Narodil se v Krakově, který byl tehdy součástí habsburské monarchie, a pocházel z rabínského rodu. Jeho otcem byl rabín Abraham Chajim Freimann, matkou Sofie, rozená Latnerová. Náboženství se učil u rabínů Szymona Sofera a Akiby Kornitzera. Maturoval na gymnáziu v polském Ostrowu, kde také studoval talmud pod vedením svého strýce, významného židovského učence a rabína Dr. Israela Meir Freimanna, jehož dceru, svou sestřenici Reginu, pojal roku 1891 za manželku. Z manželství s Reginou se narodilo šest dětí: Sofie, Ella, Valerie, Ernst, Gertruda a Alfred. Významným židovským učencem byl rovněž Jakobův bratranec (bratr Reginy) profesor Aron Freimann, historik, hebraista a bibliograf ve Frankfurtu nad Mohanem a New Yorku.
Již ve svých dvaceti letech byl Jakob Freimann po absolvování rabínského semináře v Berlíně roku 1886 ordinován na rabína. Dále studoval literaturu, orientalistiku, filozofii a roku 1890 byl na univerzitě v Tübingenu promován doktorem filozofie.

## Kariéra
Krátce po promoci odešel na své první rabínské působiště do Dolních Kounic na Moravě. Zde se také narodily jeho dvě nejstarší dcery. Dne 3. září 1893 vysvětil Novou synagogu v Holešově, kam se také s rodinou přestěhoval a kde následně působil jako rabín dvacet let. Byl vůbec posledním holešovským rabínem. Dále byl inspektorem židovských škol na severní Moravě a předsedou Spolku rabínů Moravy a Slezska. Před vypuknutím první světové války odešel do Německa a se stal vrchním rabínem v Poznani.
Od roku 1929 zastával funkci vrchního rabína v Berlíně a současně byl hlavou židovského náboženského soudu (av bejt din). Na rabínském semináři v Berlíně vyučoval mimo jiné dějiny a dějiny židovské literatury. Většina jeho berlínského působení spadá do období, kdy již Německo ovládali nacisté. Bydlel vedle berlínské Nové synagogy. Zemřel na cévní mozkovou příhodu v roce 1937 ve Špindlerově Mlýně, kde s rodinou slavil výročí svatby své nejstarší dcery. Pohřben byl v Holešově, patrně proto, aby se jeho hrob nestal terčem nacistů. Jeho hrob sousedí s hrobem rabína Šacha.

## Dílo
Kromě prací zaměřených na halachickou středověkou literaturu a teologických textů publikoval také studie o dějinách židů v Bonnu, Holešově, Poznani, Prostějově, Přerově, a Xantenu. Sepsal pojednání o židovských rabínech v Přerově a přispíval biografickými články do Jüdisches Lexikon, Germania Judaica a do Encyklopaedia Judaica. Dlouhodobě spolupracoval s redakcí Huga Golda a to zejména na dvou projektech: na knize Die Juden und Judengemeinden Mährens in Vergangenheit und Gegenwart (Židé a židovské obce na Moravě v minulosti a současnosti) a na vydávání časopisu Zeitschrift für die Geschichte der Juden in der Tschechoslowakei (Časopis pro dějiny Židů v Československu).